# Богудония
Богудония (Бугудония) — район Таганрога, расположенный на побережье юго-западной части города.

## История
Рыбацкий поселок, расположенный в самом центре старого Таганрога. Находится на берегу Таганрогского залива и ограничен ул. Шевченко, Никольской балкой и переулком Рыбным. Название района, как полагают местные историки, восходит к фамилии Александра Ивановича Боудона (Богудона) (1791—1881), отставного поручика, совместно с богатыми рыбопромышленниками Корнилием Мартовицким и Поликарпом Рочеговым открывшего в этом районе рыбоперерабатывающий завод.
Существует городская легенда, что во время оккупации Таганрога (1941—1943) даже фашисты побаивались сюда соваться и что в этом районе действовал особый партизанский отряд из местных жителей.
Основным источником дохода обитателей Богудонии во все времена являлась рыбная ловля, а с 1952 года, с начала строительства Таганрогского радиотехнического института, — сдача излишков жилья студентам. На 2015 год, в связи с катастрофическим уменьшением рыбы в Таганрогском заливе количество браконьеров на Богудонии резко уменьшилось. По неофициальным данным, ловлей рыбы занимается всего 20-30 человек.
По сей день[когда?] в районе Богудонии образуются провалы земли — напоминание о многочисленных подземных сооружениях, подземных ледниках для хранения рыбы.
В августе 2016 года Богудонию осмотрели депутаты городской думы и чиновники администрации Таганрога. Поводом послужили многократные жалобы жителей улиц Первая и Третья Надгорные, жаловавшихся на невыносимые условия проживания. Было принято решение провести инвентаризацию всей недвижимости, после чего можно будет заказывать проектно-сметную документацию на берегоукрепительные работы.
Название «Богудония» бытует в речи таганрожцев.
в 2023 году к берегу вели три оборудованных спуска.

## Достопримечательности
В районе расположен Свято-Никольский храм.

## Проект намывных территорий
В 2013 году стало известно о проекте «Таганрог-Развитие» и о существовании одноименного предприятия (директор ОАО «Таганрог-Развитие» Николай Лашкин). Проект предполагал намывание грунта вдоль береговой линии от Таганрогского морского порта до Золотой Косы общей площадью около двух тысяч гектаров. «Таганрогский проект, безусловно, имеет федеральное значение, — констатировал гендиректор московского проектного института „Гипроречтранс“ Владимир Рудомёткин. — В результате будет создана современная береговая линия с набережной, а Азовское море получит защиту от ливневых стоков». Проектом предусматривались строительство жилых кварталов, студенческий городок ЮФУ, гавань для самолётов ТАНТК им. Бериева, пляжная зона. За реализацию данного проекта было готово взяться предприятие, построившее в Санкт-Петербурге знаменитую защитную дамбу. Реализация данного проекта означала бы конец существования Богудонии в привычном виде.

## Богудония в современной культуре
- В 1982 году здесь снимались сцены художественного фильма «Грачи» (реж. Константин Ершов).
- В 1993 году художник Юрий Шабельников в галерее «Велта» представил московской публике выставку «Богудонская школа»[13][14].
- В 1995 году таганрогский музыкант Сергей Аристов выступил с серией unplugged-концертов под названием «Богудония-Blues»[15].
- В 2010 году режиссёром Михаилом Басовым был снят фильм-видеоинсталляция «Перфорированная память» (импровизационный саундтрек — Роман Столяр и Эдита Фил), в котором использовались множественные кадры видов Богудонии и сцен из жизни её обитателей[16].
- Богудония упоминается в стихотворении Олега Хаславского «TAGANROG AU MOIS DE NOVEMBRE»[9].
- Богудония фигурирует в романе Николая Железняка «Гонки на лафетах» (2012)[4].
- В 2014 году Михаилом и Натальей Басовыми на берегу Богудонии был снят «Фильм для воображаемой музыки», номинировавшийся на премию «Золотой куб» на Кассельском фестивале документального кино и видеоарта «Кассель Докфест»[17][18][19].
- С 2014 по 2020 год художником Юрием Фесенко на берегу Богудонии были созданы несколько энвайронмент-объектов в рамках арт-проекта «Личный город»[20][21][22][23].
- В июне 2022 года на Богудонии проводились съёмки художественного фильма «Зеркало лжи» (реж. Роман Просвирнин, студия «Браво ТВ»)[24].